# Difluprednato
Il difluprednato è un corticosteroide sintetico fluorurato approvato, nel 2008 dalla FDA, per il trattamento del dolore e dell'infiammazione successiva a intervento chirurgico oculare ed è in corso di studio l'utilizzo nella terapia dell'uveite anteriore nei bambini e negli adulti.
È commercializzato con il nome Durezol.